# جاده ملی ۵ استونی
جاده ملی ۵ استونی (انگلیسی: Estonian national road 5) جاده‌ای در کشور استونی است.
این جاده از شهر پارنو شروع و در شهر راکوره تمام میشود و ۱۸۴ کیلومتر طول آن است.